# 下腦垂腺動脈
下腦垂腺動脈（Arteria hypophysialis inferior）為供給腦下垂體後葉的血管。本血管為內頸動脈海綿竇節段（Cavernous portion）的分支。